# Татренски национален парк (Полша)
Татренският национален парк (на полски: Tatrzański Park Narodowy) е един от 23-те национални парка в Полша. Разположен е в планинската верига Татри, на територията на Малополско войводство. Парковата администрация се намира в Закопане.
Създаден е на 1 януари 1955 година, с наредба на Министерския съвет от 30 октомври 1954 година. През 2003 година площта му е определена на 21 164 хектара. Около 70 % от територията на парка е заета от гори, а останалите 30 % от планински ливади, скали и езера.

## Причини за създаването на Татренския национален парк
От момента, в който хората навлизат в Татрите, започва и унищожаването на природата на тази планинска верига. В началото негативното влияние на човека е незначително, но през XIX и XX в резултат на интензивна експлоатация природата в Татрите е значително увредена. Основните фактори, довели до това състояние са:
- промишлеността: за нейните нужди са построени пътища, урбанизирани са някои райони в Татрите, унищожени са горски масиви. За нуждите на минното дело и железодобива (металургичните комбинати в Кужнице и Долина Кошчелска) са изсечени почти изцяло някои от буковите гори (по онова време металургичните заводи работят на дърва). Девствените гори са изсичани и от заводите за производство на хартия.
- животновъдството: предизвиква промени в пейзажа. Днешните поляни или са се появили на мястото на сечища или пък са увеличили първоначалните си размери именно поради изсичането на дървета. Пасищното животновъдство предизвиква намаляване на горските масиви, увеличаване на опасността от лавини и от повърхностна ерозия и еутрофикация на високопланинските езера.
- незаконно горско стопанство: променя видовия състав на горите (елиминира се бука и елата и на тяхно място се засажда смърч), засаждат се чужди за този район видове. Съществуващата днес смърчова гора е повторно засадена.
- ловно стопанство и зарибяване: бракониерите избиват дивите кози и мармотите, кръстосва се родният карпатски елен с чужди породи на този вид, докарани от други територии на Европа, Азия и Северна Америка, високопланинските езера се зарибяват с не местни видове риби – сивен, който унищожава уникалната фауна от планктонни черупчести.

Татрите са единствената планина в Полша с алпийски характер, единственото място в Полша, където живеят диви кози и мармоти. Нито един от полските национални и регионални паркове не притежава толкова своеобразна флора. Около 200 са видовете васкуларни растения, за които Татрите са единствена територия за живот в Полша. Необходимостта от защита на това уникално място започва да назрява в края на XIX век.

## История
През 1868 г. Галицийският сейм приема закон „относно забраната за залавяне, унищожаване и продаване на алпийски животни, специфични за Татрите, на мармот и диви кози“. Законът е една от първите правни норми от подобно естество, приети в Европа. За да се спази изпълнението на закона е създадена ловна стража в лицето на бившите бракониери: Йенджей Вали и Мачей Шечки, които захвърлят бракониерството и стават пламенни закрилници на природата на Татрите. През 1873 г. Татренско дружество разширява диапазона за защитените видове като включва някои растения: алпийски еделвайс, тис европейски бор. По негова инициатива е създадено и Дружеството за закрила на Полските Татри, което започва да събира средства, предназначени за откупуване на Татрите от частни собственици и превръщането им в национален парк. Изкупени са около 1000 хектара. Държавата също се включва в изкупуването. Около 9900 хектара изкупува и фондация Курницка (Fundacja Kórnickiej). Начинанието е възпрепятствано от технократи, за които създаването на национален парк е пречка в разширяването на туристическата инфраструктура. Въпреки това със Заповед на Министъра на селското стопанство и селскостопанските реформи от дата 26 юни 1939 г. е създадена специална организационна единица на Държавни гори, наречена „Парк на природата в Татрите“, чиято цел е „да поддържа флората и фауната на Татрите, както и да закриля всички други природни форми с оглед на научната, естетическата, историческата и паметната им стойност“.
Усилията за създаване на Татренски национален парк продължават след Втората световна война. Национализирана е собствеността на семейство Узнански, притежаващи повече от половината полски Татри. През 1947 г. министърът на горското стопанство създава там защитена територия с наименование Татренски национален парк, а година по-късно в горната част на Долина Кошчелска е създаден резерват, наречен Природен резерват Томанова-Смречини. През 1954 г. е създаден Татренски национален парк. Това се случва шест години след създаването на Татренския национален парк в Словакия.

## Характеристика
Големите разлики между възвишенията, специфичният климат и необичайното видово разнообразие на флората и фауната определят високопланинския характер на Татрите. Повърхността им е около 785 км², от които 175 км² са пада на Полските Татри, а останалата част на Словашките Татри. Реките, които извират от Полските Татри се вливат в Балтийско море, а извиращите от Словашките Татри реки се вливат частично в Черно море (Орава, Вах) и частично в Балтийско море (Попрад).
Подялбата на планинския масив на Високи Татри, Западни Татри и Белски Татри (последните са изцяло на територията на Словакия) е обоснована от геоложката им структура. Татрите са планина с алпийска орогенеза. Сърцевината им се състои от кристалинни гранитни скали, покрити на места с доломит и варовик, с многобройни пещери и други карстови явления, особено атрактивни за спелеолозите и любителите на пещери.

## Флора и фауна
Климатът на Татрите, а оттам и растителността им, се характеризира с етажност. Най-ниският етаж е обрасъл с гори от смърч, бук и ела. На следващото ниво растат основно смърчови гори и спорадично се появява европейски бор. На височина 1550 – 1800 м расте клек и храстовидна растителност. Следващият етаж е царството на моравата и богатата алпийска растителност, а в най-високите части растителността е оскъдна, макар че и тук могат да бъдат видени характерните за предходния етаж скална тинтява и глетчерно лютиче.
Сред бозайниците си заслужава да се спомене дивата коза и мармотът (които са създали в Татрите свои подвидове: татренска дива коза и татренски мармот), а в по-ниските части – елен, европейска сърна, рис и обикновена невестулка, както и кафява мечка. От птиците най-характерни са скалният орел и скалолазката, гнездящи в най-високите части на планината.
Както фауната, така и флората на Татрите се характеризират с голям брой ендемити и то не само западнокарпатски или карпатски, а и татренски, т.е. такива, които се срещат само в Татрите. Татренският мармот е подвид на алпийския мармот. През определен период е бил застрашен от изчезване, като немалко значение за това състояние има разпространеното сред планинските жители поверие, че маста на това животно е панацея за всякакви болести. Богата е и ендемичната фауна на безгръбначните (като Allogamus starmachi).
Растителното богатство напълно отговаря на богатството на пейзажа. Няколко планински хижи са отворили врати за туристите. В подножието на Полските Татри е разположен атрактивният курортен град Закопане, а Словашките Татри разполагат с няколко туристически селища като Татранска Ломница и Попрад. Движението в Татрите е разрешено само по означените туристически пътеки, които обикновено са в добро състояние, а в най-посещаваните си части са подсигурени с алпинистки карабини и вериги, за да могат туристите да достигнат до целта си, дори когато времето се влоши. Една от най-често посещаваните хижи в Татрите е тази край Морско око. На популярност се радва и базата в Долината на петте полски езера, разположена в самото сърце на полската част на Високите Татри. Езерата в Татрите се отличават с прозрачните си води.
Фактът, че южната граница на полския Татренски национален парк същевременно е и северна граница на словашкия национален парк в Татрите, осигурява свободното придвижване на животните и е от огромно значение за опазването на биоразнообразието и на двете защитени територии. Поради уникалния характер на тази високопланинска територия през 1993 г. и двата национални парка са включени в Списъка на биосферните резервати на ЮНЕСКО.

## Съвременни форми на опасност за природата на Татренския национален парк

### Натискът на туризма, спорта и развлекателната индустрия
В наши дни това са основните форми на антропопресия спрямо природата на Татренския национален парк. През XXI век паркът се посещава годишно от на 2,5 милиона души, като освен броят на туристите важно е и разпределението им във времето и пространството. Максимално натоварени с туристически поток (по данни от 1995 година) са: Морско око, Долината на петте полски езера и Каспрови връх. Струпване на туристи се наблюдава и в тесните участъци от туристическите пътеки (през XXI век такива проблеми се появяват на пътеките, водещи към Гевонт, Швиница и Риси). Гъстата мрежа от туристически пътеки води до фрагментиране на територията на Татренския национален парк.
Освен масовият пешеходен туризъм, силно развита е инфраструктурата, свързана със ски спускането: влекове, лифтове, ски писти. Ски спортовете се оказват особено вредящи на природата в периода, в който снежната покривка едва се създава и е много тънка (декември) или пък започва да се топи (през пролетта). Влияние върху процесите на ерозия и върху увреждането на растителността оказват също тежките съоръжения, нужни за поддържане на ски пистите, както и високата активност на скиорите.
На територията на парка функционират 4 седалкови лифта, 4 ски влека и един кабинков лифт, който след като е реконструиран и влиза в експлоатация на 15 декември 2007 г. изкачва до върха 360 човека на час, вместо дотогавашните 180 човека през зимния сезон. Проектът за реконструкция на лифта с цел да се увеличи броят на превозваните пътници се появява през 1998 г. и предизвиква многобройни протести. През 2002 г. около 40 еко организации отправят апел към президента Александър Квашневски да не се допуска увеличаване на капацитета на лифта. Последва апел на професори, които през 2006 г. се обръщат към инвеститора – Полски въжени линии – да извърши оценка на въздействието, което ще окаже инвестицията върху околната среда. Такава оценка не е извършена и на 20 април 2006 г. екологичните организации внасят жалба в Европейската комисия. Комитетът за защита на природата към Полската академия на науките изпраща мнението си по въпроса до Комисията по петиции на Европейския парламент.
Форма на туристическа активност са и пещерното катерене и алпинизмът, които стават все по-интензивни и предизвикват крайно високо натоварване в някои райони на Татрите. Посещенията на туристи водят до замърсяване в пещерите и промяна на циркулацията на въздуха, резултат от създаването на изкуствени изкопи и отвори.
Друг проблем са битовите канализации и сметища на територията на Татренския национален парк, концентрирани основно около хижите, лифтовете и туристическите пътеки. Само през 2002 г. обществена акция за почистване на Татрите помага за отстраняването на около 2650 м³ отпадъци, а пот 25-те санитарни кабини на парка са отстранени над 500 тона отпадъци.
Проблем представлява и замърсяването на атмосферата, предизвикано от големите агломерации в Силезия и Краков, както и замърсяванията, нахлуващи откъм Германия и Чехия. Резултат от замърсяването на въздуха е замърсяването и увеличаването на киселинността на водите и почвите.

## Фотогалерия
- Татрите
- Масивът „Гѐвонт“ в Западни Татри
- Връх „Кошчѐлец“ (2 155 м)
- Езеро „Ча̀рни Став Гоншеницо̀ви“
- Поглед от Кондрацката седловина
- Стронжиската долина през зимата
- Долина „Пѐнчю Ста̀вув Полских“
- Поляна със Списки минзухар, Калятувки
- Скалният масив „Мнѝхи Хохоло̀вске“